# Documenti diplomatici italiani
I Documenti diplomatici italiani è la serie di volumi pubblicati dal Ministero degli affari esteri e della cooperazione internazionale che contengono una selezione di documenti conservati nel proprio Archivio Storico. La selezione dei Documenti diplomatici italiani pubblicati contribuisce a definire i tratti essenziali della politica estera italiana nei periodi storici a cui si riferiscono. 

## Commissione per la pubblicazione dei documenti diplomatici
Alla fine della seconda guerra mondiale l'Italia era l'unico grande Paese europea a non aver pubblicato una raccolta ufficiale di documenti diplomatici. Gli storici Mario Toscano e Federico Chabod convinsero nel 1946 il Presidente del Consiglio e Ministro degli Affari Esteri ad interim Alcide De Gasperi alla creazione di una Commissione incaricata della pubblicazione dei documenti diplomatici a partire dalla nascita del Regno d'Italia. Il primo volume della raccolta di Documenti diplomatici fu pubblicato nel 1952. 
Lo storico Mario Toscano fu il principale animatore della Commissione di cui divenne presidente e curò la pubblicazione di molti volume di documenti anche con l’aiuto del suo assistente Pietro Pastorelli.
La Commissione è presieduta, dal 2015, da Francesco Lefebvre D’Ovidio.

## Volumi pubblicati
I volumi finora pubblicati sono oltre 120 e riguardano il periodo che va dal 1861 al 1953 e sono suddivisi in 11 serie.
Al fine di favorire la conoscenza e facilitare l'approfondimento da parte di studiosi, tutti i volumi finora pubblicati dei documenti diplomatici sono liberamente consultabili e scaricabili dal portale dall’Istituto Poligrafico e Zecca dello Stato.